# Лякман, Жорж-Марсель
Жорж-Марсель Лякман (фр. Georges Marcel Lachmann; 1890—1961) — французский военный лётчик-ас Первой мировой войны, одержавший девять подтвержденных воздушных побед. Стал одним из немногих лётчиков, окончивших эту войну и побывав на всех основных её фронтах.

## Биография
Родился 10 августа 1890 года в Париже.
Окончил частную авиационную школу R.E.P. (Robert Esnault-Pelterie) в Баке (Франция).
21 июля 1914 года Жорж-Марсель получил лицензию гражданского пилота. 2 августа 1914 года Франция вступила в Первую мировую войну; сержант Лякман стал служить во 2-й авиационной группе, получив удостоверение военного летчика № 499. Был назначен в 27-ю эскадрилью и первый боевой вылет выполнил 31 августа. В январе 1915 года был переведен в 15-ю эскадрилью, где летал на самолётах Esnault-Pelterie K-80. 8 марта 1915 года получил звание адъютанта. 26 мая этого же года был переведён в 57-ю эскадрилью на Западном фронте. 31 июля 1915 года получил звание второй лейтенант. 13 августа этого года был переведен в 92-ю эскадрилью Итальянского фронта. Лякман стал одним из трёх пилотов, летавших на самолёте Nieuport 10.
24 марта 1916 года он вернулся на Западный в 57-ю эскадрилью. 15 июля 1916 года одержал свою первую воздушную победу в коммуне Ам. 28 июля вместе с пилотами Georges Flachaire и Jean Matton сбил немецкий двухместный самолёт наблюдения Albatros. 21 марта 1917 Лякман был послан на Восточный фронт, чтобы помогать русским пилотам 581-й эскадрильи осваивать французские самолёты SPAD. В бою 26 июня 1917 года был ранен. 8 июля этого же года вступил в командование эскадрильей. 24 декабря 1917 года был произведен в лейтенанты. 7 января 1918 года в командование Лякману была передана ещё одна эскадрилья — 406-я. В феврале 1918 года он был отозван из России и в апреле был назначен советником военного атташе в Ливорно, Италия. В ноябре 1918 года Жорж-Марсель Лякман вернулся во Францию.
Получив звание капитана, продолжил служить в авиации. Принимал участие в боевых действиях в странах Восточной Европы — Чехии и Словакии. В первой половине 1920-х годов находился в Африке, где обустраивал французские авиабазы, за что стал офицером ордена Почётного легиона (1923). Затем взял длительный отпуск и находился с семьёй. 10 июля 1928 года вернулся на военную службу. Снова служил в Африке, получил звание полковника. Во Вторую мировую войну принимал участие в организации высадки союзных войск в Провансе. Был демобилизован из армии 6 января 1946 года. 14 июля 1954 года стал командором ордена Почётного легиона.
Умер 12 августа 1961 года в городе Тоннер. Похоронен на кладбище Мароль-су-Линьер департамента Об.

## Награды
- Был награждён многими наградами, среди которых российский орден Святого Георгия 4-й степени (31 октября 1917), кавалер ордена Почётного легиона (1917), Военный крест и Воинская медаль Франции, итальянские орден Короны Италии и Крест за воинскую доблесть, британский Военный крест.